# La maschera di Zorro (film 1998)
La maschera di Zorro (The Mask of Zorro) è un film di cappa e spada americano del 1998, diretto da Martin Campbell e interpretato da Antonio Banderas, Anthony Hopkins e Catherine Zeta-Jones, basato sui personaggi di Zorro di Johnston McCulley.
Il film vede Don Diego de la Vega (Anthony Hopkins), alias Zorro, venire catturato dal governatore corrotto Rafael Montero (Stuart Wilson) e tenuto prigioniero per vent'anni. Una volta evaso cerca di vendicare la morte di sua moglie e ritrovare sua figlia Elèna (Catherine Zeta-Jones), rapita da Montero e da lui cresciuta. Trova un degno successore nel bandito Alejandro Murrieta (Antonio Banderas), in cerca di vendetta contro il braccio destro del governatore mentre si innamora della figlia di de la Vega.
È stata la prima trasposizione hollywoodiana del personaggio di Zorro dopo quasi sessant'anni. L'ultima risaliva al 1940 con l'uscita di Il segno di Zorro interpretata da Tyrone Power, mentre la più importante uscita dopo di allora era stata in Europa, con la pellicola del 1975 diretta da Duccio Tessari con Alain Delon come protagonista. Prodotto dalla TriStar Pictures e Amblin Entertainment, l'idea del film venne a Steven Spielberg nel 1996 con Robert Rodriguez e Mikael Salomon avvicinati per la regia. Alla fine fu scelto Martin Campbell reduce dal successo di GoldenEye. Alla sceneggiatura collaborarono Terry Rossio e Ted Elliott. Per rendere più originale la storia, gli sceneggiatori decisero di ideare il parallelismo dei due Zorro, il vecchio e il giovane.
Girato in Messico e ad Orlando, Florida, La maschera di Zorro uscì nelle sale cinematografiche negli Stati Uniti il 17 luglio 1998, mentre in quelle italiane il 18 dicembre 1998. Accolto positivamente da pubblico e critica, è considerato da alcuni come il miglior film di Zorro mai realizzato. È stato anche un successo commerciale, incassando oltre $ 250 milioni in tutto il mondo su un budget di $ 95 milioni. Consacrò definitivamente il suo protagonista Antonio Banderas e diede notorietà a Catherine Zeta-Jones come star emergente.
Nel 2005 è stato realizzato un sequel, dal titolo The Legend of Zorro, con protagonisti sempre Banderas e la Zeta-Jones.

## Trama
California, 1821. L'esercito messicano sta per liberare l'area dal dominio spagnolo. Don Rafaèl Montero, il corrotto governatore della California, tende un'ultima trappola a Zorro durante la fucilazione pubblica di tre contadini innocenti. Zorro libera i tre prigionieri, aiutato da due fratellini orfani, Joaquín e Alejandro Murrieta. Zorro li ringrazia regalando un suo medaglione a Joaquín. Allontanandosi sul suo cavallo Tornado, dopo aver lasciato sul collo di Montero una cicatrice a forma di "Z", Zorro ignora che il governatore lo ha riconosciuto.
Facendo irruzione in casa de la Vega, Montero ordina l'arresto di Don Diego, ormai smascherato. Durante l'arresto tuttavia scoppia un conflitto tra i due rivali dove involontariamente per proteggere il marito muore Esperanza, l'adorata moglie di de la Vega e da sempre amata da Montero. De la Vega viene tramortito e condotto in prigione, mentre la sua casa viene incendiata. Montero ritorna in Spagna con la figlia neonata di de la Vega, Eléna, intenzionato a tenerla come se fosse sua e compiere così la sua vendetta su de la Vega.
Vent'anni dopo, Montero ritorna in California, e tenta di rintracciare de la Vega in prigione, ma non lo riconosce. Il ritorno di Montero motiva Diego ad evadere dalla prigione, neutralizzando una guardia e fingendosi morto. Intenzionato a vendicarsi di Montero per avergli portato via ogni cosa, il giorno stesso della cerimonia di benvenuto per Montero, de la Vega si trattiene rivedendo la figlia Eléna, ormai adulta e diventata una splendida donna, molto somigliante alla madre. A causa di Montero, Eléna crede che sua madre sia morta di parto e che lui sia suo padre.
Diego incontra una vecchia conoscenza: Alejandro Murrieta, ormai adulto e un bandito ricercato, riconoscendolo dal medaglione donato in passato al fratello Joaquín, il quale è stato ucciso in seguito ad un furto dal sadico e malvagio capitano Harrison Love, soldato professionista e mercenario al servizio del ricco tiranno Don Montero. De la Vega decide di fare di Alejandro il suo discepolo e successore in modo che possano combattere i rispettivi nemici, Montero e Love.
Alejandro accetta di sottoporsi all'addestramento di Diego nella grotta segreta di Zorro sotto le rovine della tenuta di de la Vega. Poi cerca di rubare uno stallone nero, somigliante a Tornado, storico cavallo appartenuto a Zorro. Sul far della sera, lungo la strada, Alejandro incontra per caso Eléna e dopo aver intrattenuto con lei una fugace conversazione, si dirige alla volta della caserma per rubare lo stallone nero. Alejandro riesce nel suo intento e, dopo una fuga rocambolesca, cerca di nascondersi dal capitano Love, giunto sulla scena. Riesce quindi a rifugiarsi in una chiesa, grazie all'aiuto di un frate che lo nasconde nel confessionale. Qui Alejandro incontra nuovamente la dolce Eléna, la quale credendo di confessarsi, gli rivela la sua infatuazione per il bandito incontrato poco prima.
Quando fa ritorno al nascondiglio, de la Vega lo rimprovera, ricordandogli che Zorro era un servitore del popolo e non un ladro o un cercatore di fama. Così, de la Vega istruisce Alejandro per farlo entrare nella cerchia di Montero, sembrando un gentiluomo di rango. Alejandro si presenta ad una festa al ranch di Montero, guadagnandosi l'ammirazione di Eléna e abbastanza fiducia da parte di Montero per essere invitato ad una riunione segreta, dove rivela il suo piano: acquistare la California, per farne uno stato indipendente, in collaborazione con tutti i possidenti della regione. Questo, pagando il generale Sant'Ana, bisognoso di denaro per finanziare la guerra in corso con gli Stati Uniti.
Il giorno successivo, Alejandro e alcuni possidenti vengono invitati da Montero a visitare una miniera d'oro segreta, chiamata "El Dorado". Montero rivela che da lì proviene l'oro per acquistare la California, oro che in teoria apparterrebbe a Santa Anna e al governo messicano, se fossero al corrente della sua esistenza. Nel frattempo, mentre cammina in un mercato, Eléna incontra la donna che è stata la sua tata, rivelandole la vera identità dei suoi genitori.
Il capitano Love, con uno stratagemma, lascia intuire a Alejandro di conoscere la sua identità. Quindi, per minare la sua psiche, gli fa bere dell'acqua da una caraffa con all'interno la testa mozzata del fratello. 
De la Vega chiede ad Alejandro di rubare la mappa che conduce alla miniera di Montero. Travestito da Zorro, questi riesce a rubarla e ha uno scontro con Montero, il capitano Love e le guardie alla hacienda, riuscendo ad avere la meglio su tutti e umiliandoli. Eléna lo insegue durante la fuga e tenta di recuperare la mappa di Montero. Dopo un giocoso duello con la spada, Zorro, infatuato di lei, la bacia appassionatamente e fugge. Nel frattempo, preoccupati dalla possibilità che Sant'ana possa scoprire la provenienza dell'oro, Montero e Love decidono di seppellire la miniera, facendola saltare in aria con i lavoratori chiusi dentro, per non lasciare testimoni.
Zorro, grazie alla mappa rubata, giunge a "El Dorado". Intanto, de la Vega si introduce di nascosto nella dimora di Montero per costringerlo a rivelare ad Eléna la verità sulla morte della madre e l'identità del suo vero padre, confermando le parole della donna al mercato e avendo riconosciuto l'odore del fiore locale romneya (la tata gliela mise sulla cura quando era piccola). Al termine del confronto de la Vega viene catturato ma, prima di essere portato via dalle guardie del capitano Love, riesce a convincere la ragazza di essere il suo vero padre. Avendo ormai compreso la verità, Eléna libera Don Diego ed insieme i due raggiungono la miniera.
Mentre Zorro cerca di ostacolare le operazioni di carico dell'oro, de la Vega impedisce a Montero di sparargli, duellando con lui. Durante il duello Montero viene disarmato, ma Eléna impedisce a de la Vega di ucciderlo e Montero, facendosi scudo di lei, la minaccia con una pistola. De la Vega si vede quindi costretto a gettare a terra la spada e Montero ne approfitta per sparargli.
Zorro nel frattempo si trova impegnato a combattere contro il capitano Love in uno scontro decisivo, che termina col capitano trafitto dalla sua stessa spada per mano di Alejandro, che così riesce finalmente a vendicare la morte del fratello. Sebbene mortalmente ferito da Montero, de la Vega riesce comunque a sconfiggere il suo acerrimo nemico: con i piedi impigliati in una fune, questi precipita in una rupe trascinato dal carro dell'oro, travolgendo anche il moribondo capitano Love. Intanto Eléna e Zorro riescono a liberare in tempo tutti i prigionieri prima che la miniera esploda.
Infine, prima di morire fra le loro braccia, Don Diego de la Vega si ricongiunge ad Elena e dà la sua benedizione per un eventuale matrimonio fra la sua amata figlia e Alejandro. Nell'epilogo del film, i due sono felicemente sposati, vivono nella casa De La Vega ricostruita e hanno un bellissimo bambino di nome Joaquín, chiamato così in onore del fratello di Alejandro.

## Cast
- Alejandro Murrieta / Zorro (Antonio Banderas): fratello minore di Joaquin Murrieta e allievo di Don Diego, al quale salva la vita nel prologo. Durante l'esilio volontario di Montero e la scomparsa di Zorro, divenne un ladro idealista insieme al fratello Joaquin e Jack Tre Dita. Possiede un carattere focoso: è infatti molto determinato, astuto, indipendente, energico, coraggioso, adattabile e un po' egocentrico, ma anche leale, gentile e di buon cuore. È desideroso di vendetta nei confronti del Capitano Love, reo della morte di suo fratello, e innamorato della bellissima e coraggiosa Eléna, scoprendo in seguito che è la figlia del suo mentore. Per il ruolo, Banderas è stato pagato 5 milioni di dollari e si è allenato con la squadra di scherma olimpica in Spagna per quattro mesi, e con Bob Anderson per due mesi, insieme a Anthony Hopkins e Catherine Zeta-Jones.[8][9]
- Don Diego de la Vega / Zorro (Anthony Hopkins): possidente californiano di origine spagnola che ha vestito i panni di Zorro per molti anni, diventando il mentore di Alejandro. Uomo forte, valoroso, saggio, determinato, introverso, analitico, indipendente, paziente, simpatico e al contempo tragico, ha perso l'amata moglie Esperanza e la preziosa figlia Eléna per colpa di Montero. Dopo 20 anni di prigione, aiuta Alejandro ad affrontare il capitano Love, facendolo diventare il nuovo Zorro, e cerca di riavere sua figlia e chiudere il suo conto aperto con Montero.[10]
- Eléna Montero / de la Vega (Catherine Zeta-Jones): figlia di Diego e Esperanza, cresciuta in Spagna da Montero senza conoscere le sue vere origini.[11][12] E' ritratta come vivace, composta, aggraziata, dolce, estroversa, assertiva, ribelle, forte, sentimentale e comprensiva, con una passione nascosta per la giustizia e l'avventura. Ha ereditato molti aspetti dei suoi genitori, come il candore della madre Esperanza e la natura coraggiosa e intraprendente del padre Diego. Alla fine capisce che Montero non è suo padre e si riunisce a Diego, per poi sposare Alejandro, di cui si innamora. Catherine Zeta-Jones firmò nel novembre 1996, quando Spielberg vide la sua interpretazione nella miniserie Titanic e la raccomandò a Campbell.[13][14][15][16][17][18][19]
- Don Rafael Montero (Stuart Wilson): è l'antagonista principale del film, acerrimo nemico di Don Diego e un governatore della California potente, corrotto, spietato, ambizioso e fiducioso nella sua visione personale. All'inizio del film, deduce l'identità segreta di de la Vega, facendolo imprigionare e prendendosi sua figlia Eléna prima di tornare in Spagna. Dopo 20 anni, torna in California con l'intenzione di acquistarla, pagando il Generale Sant'Anna con l'oro rubato da una miniera teoricamente di proprietà dello stato messicano. Un tempo innamorato di Esperanza, ha trattato amorevolmente Eléna, seppur per vendetta nei confronti di Don Diego. Malgrado abbia provato genuino rimorso per l'uccisione di Esperanza, è comunque meschino, mentendo ad Eléna sulle sue origini e servendosi di lei come scudo umano per poter sparare a de la Vega durante lo scontro finale.
- Capitano Harrison Love (Matt Letscher): è l'antagonista secondario del film, principale nemico di Alejandro. È un ufficiale di cavalleria americano e il braccio destro di Montero, nonché il comandante del suo esercito diventato un mercenario. Insieme progettano di acquistare la California con l'oro estratto dalla sua stessa terra nella loro miniera d'oro. È un uomo molto crudele e sadico. Dietro la sua calma dissonante, Love è un uomo molto malato, poiché beve da vasi in cui sono conservate parti del corpo dei suoi nemici uccisi (come la testa del fratello di Alejandro) ed è anche implicito che mangi alcuni di loro, come suggerisce il suo monologo sui peruviani. Nonostante la sua psicopatia, sa essere anche cavalleresco, affascinante ed educato.
- Don Luiz (Tony Amendola): possidente californiano, amico di vecchia data di Don Rafael.
- Don Pedro (Pedro Armendáriz, Jr.): insieme a Don Luiz, è un proprietario terriero californiano amico di Montero.
- Joaquin Murrieta (Victor Rivers): fratello di Alejandro, diventato bandito insieme a lui. Salva la vita a Don Diego nel prologo . Muore per colpa del capitano Love, che tiene la sua testa in un vaso come trofeo.
- Padre Felipe (William Marquez): frate californiano.
- Jack Tre Dita (LQ Jones): anziano bandito, amico e socio dei fratelli Murrieta. Ridotto in schiavitù nella miniera, tenta di ribellarsi ma viene ucciso dal capitano Love sotto gli occhi di Alejandro.
- Esperanza de la Vega (Julieta Rosen): moglie di Don Diego e madre di Eléna. Muore proteggendo il marito da Montero, innamorato di lei.

## Produzione
La pellicola fu quasi interamente realizzata in Messico, a Durango, Guaymas, Hidalgo, Tlaxcala, Toluca, Pachuca e negli Estudios Churubusco Azteca di Città del Messico; parte delle scene vennero realizzate anche ad Orlando, Florida.
Tra gli attori presi in considerazione per il ruolo di Don Diego figurarono Sean Connery e Raúl Juliá.

## Accoglienza

### Critica
Sulla base di 79 recensioni aggregate da Rotten Tomatoes, l'84% dei critici ha apprezzato il film, assegnandogli un punteggio medio di 7,2/10. Il consenso del sito afferma: "Banderas ritorna come un vecchio Zorro in questo film spavaldo, sorprendentemente agile e divertente". Metacritic ha assegnato al film un punteggio medio di 63/100, basato su 22 recensioni.
Richard Schickel della rivista Time ha elogiato La maschera di Zorro come un blockbuster estivo che ha reso omaggio ai classici film di cappa e spada di Hollywood. Il film ha superato le aspettative di Roger Ebert, che gli ha dato tre stelle su quattro, definendolo "probabilmente il miglior film di Zorro mai realizzato".
Todd McCarthy di Variety ha ritenuto che la durata del film fosse "un po' troppo lunga" e priva dello "schiocco e la concisione che l'avrebbero messo sopra le righe come intrattenimento di successo, ma è più vicino nello spirito a uno spavaldo Errol Flynn o Tyrone Power vintage di qualsiasi cosa sia uscita da Hollywood da un po' di tempo." Peter Travers di Rolling Stone ha criticato le scelte di casting per i ruoli messicani, che includevano Banderas, Hopkins e Zeta-Jones. Ha paragonato il tono e lo stile del film a I predatori dell'arca perduta del produttore Steven Spielberg ed era indeciso se il film sarebbe stato un successo al botteghino e che sarebbe dipeso dalla chimica sullo schermo tra Banderas e Zeta-Jones.

### Botteghino
Costato 95 milioni di dollari, La maschera di Zorro fu un successo commerciale e uno dei 20 film più redditizi del 1998.
Uscì negli Stati Uniti il 17 luglio 1998 in 2.515 sale, guadagnando 22 525 855 dollari nel weekend di apertura. Il film cadde dalla sua posizione numero uno nella seconda settimana, con l'uscita di Salvate il soldato Ryan e Tutti pazzi per Mary. Alla fine La maschera di Zorro ha guadagnato 94 095 523 dollari negli Stati Uniti e 156 193 000 a livello internazionale, arrivando a un totale mondiale di 250 288 523 dollari. Con il successo commerciale del film, Sony vendette i diritti televisivi per 30 milioni di dollari in un accordo congiunto a CBS e Turner Broadcasting System (TBS).

## Riconoscimenti
- 1999 - Premio Oscar
  - Nomination Miglior sonoro a Kevin O'Connell, Greg P. Russell e Pud Cusack
  - Nomination Miglior montaggio sonoro a Dave McMoyler
- 1999 - Golden Globe
  - Nomination Miglior film commedia o musicale
  - Nomination Miglior attore in un film commedia o musicale a Antonio Banderas
- 1999 - Premio BAFTA
  - Nomination Migliori costumi a Graciela Mazón
- 1998 - European Film Award
  - Miglior attore protagonista a Antonio Banderas
  - Nomination Contributo europeo al cinema mondiale a Antonio Banderas
- 1999 - MTV Movie Award
  - Nomination Miglior performance rivelazione femminile a Catherine Zeta-Jones
  - Nomination Miglior combattimento a Antonio Banderas e Catherine Zeta-Jones
- 1999 - Saturn Award
  - Nomination Miglior film d'azione/di avventura/thriller
  - Nomination Miglior attrice protagonista a Catherine Zeta-Jones
  - Nomination Migliori costumi a Graciela Mazón
- 1999 - Golden Trailer Awards
  - Nomination Miglior scuro e notte tempestosa
- 1999 - Golden Reel Awards
  - Nomination Miglior montaggio sonoro

- 1999 - Antoñita Colomé Award
  - Miglior performance maschile a Antonio Banderas
- 1999 - ALMA Award
  - Miglior attore protagonista a Antonio Banderas
  - Miglior canzone (I Want to Spend My Lifetime Loving You) a Marc Anthony e Tina Arena
- 1999 - ASCAP Award
  - Miglior colonna sonora a James Horner
- 1999 - Blockbuster Entertainment Awards
  - Miglior attrice esordiente a Catherine Zeta-Jones
  - Nomination Miglior attore in un film d'azione/di avventura a Antonio Banderas
  - Nomination Miglior cattivo a Matt Letscher
- 1999 - Young Artist Awards
  - Miglior film commedia per la famiglia
- 1999 - Cinema Audio Society
  - Nomination Miglior montaggio sonoro a Kevin O'Connell, Greg P. Russell e Pud Cusack
- 1999 - Costume Designers Guild Awards
  - Nomination Migliori costumi a Graciela Mazón
- 1999 - Imagen Foundation Awards
  - Lasting Image Award a Antonio Banderas
- 1998 - International Film Music Critics Award
  - Miglior colonna sonora in un film d'avventura a James Horner
  - Nomination Colonna sonora dell'anno a James Horner